# Daniel Sharman
Daniel Andrew Sharman (Londra, 25 aprile 1986) è un attore britannico.

## Biografia
Sharman ha iniziato a recitare da bambino, all'età di nove anni. Ha fatto un provino per la Royal Shakespeare Company ed è stato selezionato tra centinaia di altri bambini.. Sharman ha recitato con la Royal Shakespeare Company in due commedie: The Park nel 1995 (all'età di 9 anni) e Macbeth nel 1996 (all'età di 10 anni). Ha anche recitato ne Il caso Winslow, nel 2002 all'età di 16 anni.
Sharman ha frequentato la scuola privata Mill Hill School, dove era conosciuto come 'Dan Sharman' ed ha frequentato anche la 'Arts Educational School', entrambe situate a Londra. Durante il periodo scolastico, ha preso parte allo spettacolo Kvetch, che ha avuto luogo durante il famoso Edinburgh Fringe festival. Per quattro anni, dal 2004 al 2007, Sharman ha studiato alla London Academy of Music and Dramatic Art, ottenendo così la laurea nelle arti recitative.
Il primo ruolo di Sharman in un lungometraggio è stato per il film The Last Days of Edgar Harding, in cui interpretava un musicista. Nel 2010, è stato sorteggiato per il ruolo di Ares, il dio Greco della guerra, nel film fantasy Immortals, insieme ai colleghi Mickey Rourke, Kellan Lutz e Henry Cavill fra gli altri; il film è stato distribuito nel 2011. Sharman è inoltre comparso nel film horror  The Collection insieme alla collega Eaddy Mays, conosciuta sul set di Teen Wolf. Il film è stato distribuito nel 2012.
Sharman ha recitato nella serie televisiva Le nove vite di Chloe King nel ruolo di Zane (in cui compare al fianco del collega Colton Haynes, anch'egli conosciuto sul set di Teen Wolf), in Lewis, nel film televisivo di Robin Pilcher, Starting Over e in un episodio di Judge John Deed. È anche comparso in un episodio di Funny or Die con Shawn Pyfrom e Robert Englund.
Successivamente, Daniel Sharman ha avuto un ruolo ricorrente nella seconda stagione della serie televisiva Teen Wolf, in cui veste i panni del giovane licantropo Isaac Lahey. Ha ripreso il ruolo per la terza stagione dello show, andata in onda per la prima volta il 3 giugno 2013. Nel 2014 lascia Teen Wolf per entrare a far parte del cast della seconda stagione di The Originals, nel ruolo dello stregone Kaleb Westphall. Nei primi mesi del 2015 si vocifera un ritorno dell'attore nel cast di Teen Wolf, in seguito a delle foto sul set della serie televisiva ed il mancato rinnovo del contratto per The Originals. Nel 2017 è nel cast della serie Fear the Walking Dead, spin-off e prequel della serie televisiva The Walking Dead, nel ruolo di Troy Otto.
Nell'agosto del 2017, Sharman viene scelto per calarsi nel ruolo di Lorenzo de' Medici, detto Lorenzo il Magnifico nella serie anglo-italiana I Medici. Nel 2018 esce la seconda stagione intitolata I Medici - Lorenzo il Magnifico. Nel 2019 esce la terza stagione intitolata I Medici - Nel nome della famiglia. Nel 2023 ritorna a interpretare Troy Otto nell'ultima stagione di Fear the Walking Dead.

## Altre attività
Ha sostenuto la campagna di Bernie Sanders alle elezioni presidenziali del 2016, invitando principalmente i cittadini americani ad andare a votare. Sharman ha prestato la voce per la versione audio del terzo volume della serie Shadowhunters - Le origini, della scrittrice statunitense Cassandra Clare.

## Filmografia

### Cinema
- The Last Days of Edgar Harding, regia di Stephen Fox (2011)
- Immortals, regia di Tarsem Singh (2011)
- The Collection, regia di Marcus Dunstan (2012)
- Albion: The Enchanted Stallion, regia di Castille Landon (2016)

### Televisione
- Judge John Deed – serie TV, episodio 3x02 (2003)
- Robin Pilcher - Ricominciare a vivere (Starting Over), regia di Giles Foster – film TV (2007)
- Lewis – serie TV, episodio 3x02 (2009)
- Le nove vite di Chloe King (The Nine Lives of Chloe King) – serie TV, episodi 1x09-1x10 (2011)
- Teen Wolf – serie TV, 31 episodi (2012-2014)
- When Calls the Heart, regia di Michael Landon Jr. – film TV (2013)
- The Originals – serie TV, 12 episodi (2014-2015)
- Mercy Street – serie TV, episodi 2x05-2x06 (2017)
- Fear the Walking Dead – serie TV, 20 episodi (2017-2023)
- I Medici (Medici: The Magnificent) – serie TV, 16 episodi (2017-2019)
- Cursed – serie TV, 10 episodi (2020)
- La costa del crimine (A Town Called Malice) – serie TV, 8 episodi (2023)

## Teatro
- Off the Main Road al Williamstown Theatre Festival (2015)
- The Trush and the Woodpecker (2016)

## Doppiatori italiani
Nelle versioni in italiano delle opere in cui ha recitato, Daniel Sharman è stato doppiato da:
- Simone Veltroni ne Le nove vite di Chloe King, Fear the Walking Dead
- David Chevalier in Immortals
- Daniele Giuliani in Teen Wolf
- Francesco Venditti in The Originals
- Francesco Pezzulli ne I Medici
- Lorenzo De Angelis ne La costa del crimine